# Empoasca sinusina
Empoasca sinusina är en insektsart som beskrevs av Ross och Cunningham 1960. Empoasca sinusina ingår i släktet Empoasca och familjen dvärgstritar.
Artens utbredningsområde är Panama. Inga underarter finns listade i Catalogue of Life.